# Stutzschnabel
Der Stutzschnabel (Smicrornis brevirostris) ist ein australischer Singvogel aus der monotypischen Gattung Smicrornis innerhalb der Familie der Südseegrasmücken.

## Merkmale
Der Name des Vogels bezieht sich auf den blassen, kurzen und kräftigen Schnabel.
Mit einer Länge von 9 cm und einem Gewicht von 6 g ist der Stutzschnabel einer der kleinsten Vögel Australiens. Das Gefieder ist am Rücken grau-braun, am Kopf oliv-braun, im Gesicht cremefarben und an der Unterseite gelblich gefärbt. Die Augen sind cremefarben.
Beide Geschlechter sehen sich ähnlich. Die Jungvögel sind an den graueren Augen zu erkennen.
Für die geringe Körpergröße ist der Gesang erstaunlich laut.

## Vorkommen
Der Standvogel lebt in fast allen baumbestandenen Landschaften, er meidet jedoch die feuchten Regenwaldregionen und bevorzugt Eukalyptuswälder. Der Vogel kommt in fast ganz Australien vor.

## Verhalten
Der Stutzschnabel ist ein zahmer und neugieriger Vogel, der aber meistens im Schutz des äußeren Blattwerks der Bäume bleibt. Er sucht die Blätter nach Insekten ab.

## Fortpflanzung
Der Vogel baut ein dicht geflochtenes, kuppelförmiges Nest aus Zweigen und Gras mit kleinem Einflugloch. Das Weibchen bebrütet die zwei bis drei Eier etwa zwölf Tage lang alleine. Beide Elternvögel füttern die Jungvögel, die nach zehn Tagen das Nest verlassen.